# Ringer-Weltmeisterschaften 2023
Die Ringer-Weltmeisterschaften 2023 fanden vom 16. bis zum 24. September in der serbischen Hauptstadt Belgrad statt. Wie bereits im Vorjahr war der Austragungsort des vom internationalen Amateur-Ringer-Verband United World Wrestling (UWW) veranstalteten Turniers die Štark-Arena. Ursprünglich sollten die Meisterschaften in Russland ausgetragen werden, wurden im November 2022 einer Empfehlung des Internationalen Olympischen Komitees folgend jedoch neu vergeben.
Die Weltmeisterschaften waren das erste Ringer-Qualifikationsturnier für die Olympischen Spiele 2024 in Paris. Sie umfassten Wettkämpfe in jeweils zehn Gewichtsklassen in den Disziplinen Freistil der Frauen, Freistil der Männer sowie griechisch-römischer Stil der Männer.

## Zeitplan
Die Eröffnungsfeier der Weltmeisterschaften 2023 fand am 16. September ab 18:30 Uhr Ortszeit (UTC+2) statt. Zwischen dem 16. und 24. September wurden in jeder Gewichtsklasse ab vormittags Qualifikationsrunden und nachmittags Halbfinalkämpfe ausgerichtet. Die Finals wurden ab dem zweiten Wettkampftag täglich ab 18 Uhr ausgetragen.
| Wettkämpfe                                              | Zeitraum                   |
| ------------------------------------------------------- | -------------------------- |
| Freistil-Gewichtsklassen der Männer                     | 16. bis 19. September 2023 |
| Freistil-Gewichtsklassen der Frauen                     | 18. bis 21. September 2023 |
| Gewichtsklassen der Männer im griechisch-römischen Stil | 21. bis 24. September 2023 |

## Teilnehmer
An den Weltmeisterschaften 2023 nahmen 267 Athletinnen und 674 Athleten aus über 70 Nationen teil.
Der indische Ringerverband konnte nach der Absetzung des bisherigen Verbandspräsidenten Brij Bhushan Sharan Singh, der wegen sexueller Belästigungen angeklagt ist, eine Frist der UWW zur Neuwahl des Amtes nicht einhalten. In der Folge traten indische Ringer unter neutraler Flagge als Team UWW an.
Bezüglich der Teilnahmeberechtigung russischer und belarussischer Ringer folgte der Weltringerverband UWW einer IOC-Empfehlung. Er setzte ein unabhängiges Gremium ein, das mithilfe eines privaten, nachrichtendienstlichen Anbieters eine strenge Überprüfung betroffener Athleten und Athletenbetreuer vornahm. Von 235 überprüften Russen und Belarussen wurden 26 als nicht teilnahmeberechtigt eingestuft. Die übrigen Athleten und Betreuer durften unter neutraler Flagge an den Weltmeisterschaften teilnehmen.

### Deutsches Team
- Freistil Frauen:[8] Annika Wendle (bis 53 kg), Anastasia Blayvas (bis 55 kg), Sandra Paruszewski (bis 57 kg), Elena Brugger (bis 59 kg), Luisa Niemesch (bis 62 kg), Francy Rädelt (bis 76 kg)
- Freistil Männer:[9] Niklas Stechele (bis 57 kg), Alexander Semisorow oder Niklas Dorn (bis 65 kg), Kevin Henkel (bis 70 kg), Tim Müller (bis 74 kg), Lars Schäfle (bis 86 kg), Erik Thiele (bis 97 kg), Gennadij Cudinovic (bis 125 kg)
- Griechisch-römischer Stil Männer:[10] Christopher Kraemer (bis 60 kg), Etienne Kinsinger (bis 63 kg), Abdolmohammad Papi (bis 63 kg), Witalis Lazovski (bis 67 kg), Michael Widmayer (bis 72 kg), Deni Nakaev (bis 77 kg), Idris Ibaev (bis 82 kg), Hannes Wagner (bis 87 kg), Peter Öhler (bis 97 kg), Jello Krahmer (bis 130 kg)

### Österreichisches Team
- Freistil Männer:[11] Simon Marchl (bis 74 kg), Benjamin Greil (bis 86 kg), Johannes Ludescher (bis 125 kg)
- Griechisch-römischer Stil Männer:[11] Michael Wagner (bis 82 kg), Lukas Staudacher (bis 87 kg), Markus Ragginger (bis 97 kg), Daniel Gastl (bis 130 kg)

### Schweizer Team
- Freistil Männer:[12] Thomas Epp (bis 57 kg), Nils Leutert (bis 61 kg), Nino Leutert (bis 65 kg), Marc Dietsche (bis 70 kg), Tobias Portmann (bis 74 kg), Stefan Reichmuth (bis 86 kg), Samuel Scherrer (bis 97 kg)
- Griechisch-römischer Stil Männer:[12] Andreas Vetsch (bis 67 kg), Fabio Dietsche (bis 77 kg), Damian von Euw (bis 87 kg)

## Medaillengewinner

### Männer – Freistil
| Klasse | Gold                  | Silber                      | Bronze                      |
| ------ | --------------------- | --------------------------- | --------------------------- |
| 57 kg  | Stevan Mićić          | Rei Higuchi                 | Arsen Harutjunjan           |
| 57 kg  | Stevan Mićić          | Rei Higuchi                 | Selimchan Abakarow          |
| 61 kg  | Vitali Arujau         | Abasgadschi Magomedow (AIN) | Taiyrbek Dschumaschbek Uulu |
| 61 kg  | Vitali Arujau         | Abasgadschi Magomedow (AIN) | Schota Partenadse           |
| 65 kg  | Ismail Mussukajew     | Sebastian Rivera            | Schamil Mamedow (AIN)       |
| 65 kg  | Ismail Mussukajew     | Sebastian Rivera            | Wasgen Tewanjan             |
| 70 kg  | Zain Retherford       | Amir Mohammad Yazdani       | Ramasan Ramasanow           |
| 70 kg  | Zain Retherford       | Amir Mohammad Yazdani       | Arman Andreasjan            |
| 74 kg  | Saurbek Sidakow (AIN) | Kyle Dake                   | Chetag Zabolow              |
| 74 kg  | Saurbek Sidakow (AIN) | Kyle Dake                   | Daichi Takatani             |
| 79 kg  | Achmed Usmanow (AIN)  | Wladimer Gamkrelidse        | Mohammad Nokhodi            |
| 79 kg  | Achmed Usmanow (AIN)  | Wladimer Gamkrelidse        | Wasil Michailow             |
| 86 kg  | David Morris Taylor   | Hassan Yazdani              | Myles Amine                 |
| 86 kg  | David Morris Taylor   | Hassan Yazdani              | Asamat Dauletbekow          |
| 92 kg  | Risabek Aitmuchan     | Osman Nurmagomedow          | Feyzullah Aktürk            |
| 92 kg  | Risabek Aitmuchan     | Osman Nurmagomedow          | Zahid Valencia              |
| 97 kg  | Achmed Taschudinow    | Magomedchan Magomedow       | Kyle Snyder                 |
| 97 kg  | Achmed Taschudinow    | Magomedchan Magomedow       | Giwi Matscharaschwili       |
| 125 kg | Amir Hossein Zare     | Geno Petriaschwili          | Taha Akgül                  |
| 125 kg | Amir Hossein Zare     | Geno Petriaschwili          | Mason Parris                |

### Männer – Griechisch-römischer Stil
| Klasse | Gold                       | Silber            | Bronze               |
| ------ | -------------------------- | ----------------- | -------------------- |
| 55 kg  | Eldaniz Azizli             | Nugsari Zurzumia  | Pouya Dadmarz        |
| 55 kg  | Eldaniz Azizli             | Nugsari Zurzumia  | Jasurbek Ortiqboyev  |
| 60 kg  | Dscholoman Scharschenbekow | Ken’ichirō Fumita | Cao Liguo            |
| 60 kg  | Dscholoman Scharschenbekow | Ken’ichirō Fumita | Islomjon Bakhromov   |
| 63 kg  | Leri Abuladse              | Murad Məmmədov    | Enes Başar           |
| 63 kg  | Leri Abuladse              | Murad Məmmədov    | Georgij Tibilov      |
| 67 kg  | Luis Orta                  | Həsrət Cəfərov    | Mate Nemeš           |
| 67 kg  | Luis Orta                  | Həsrət Cəfərov    | Mohammadreza Geraei  |
| 72 kg  | Ibrahim Ghanem             | Róbert Fritsch    | Selçuk Can           |
| 72 kg  | Ibrahim Ghanem             | Róbert Fritsch    | Ali Arsalan          |
| 77 kg  | Akdschol Machmudow         | Sənan Süleymanov  | Malchas Amojan       |
| 77 kg  | Akdschol Machmudow         | Sənan Süleymanov  | Nao Kusaka           |
| 82 kg  | Rafiq Hüseynov             | Alireza Mohmadi   | Jaroslaw Filtschakow |
| 82 kg  | Rafiq Hüseynov             | Alireza Mohmadi   | Aues Gonibow (AIN)   |
| 87 kg  | Ali Cengiz                 | Dávid Losonczi    | Schan Belenjuk       |
| 87 kg  | Ali Cengiz                 | Dávid Losonczi    | Semen Nowikow        |
| 97 kg  | Gabriel Rosillo            | Artur Aleksanjan  | Artur Omarov         |
| 97 kg  | Gabriel Rosillo            | Artur Aleksanjan  | Mohammad Hadi Saravi |
| 130 kg | Amin Mirzazadeh            | Rıza Kayaalp      | Abdellatif Mohamed   |
| 130 kg | Amin Mirzazadeh            | Rıza Kayaalp      | Oscar Pino Hinds     |

### Frauen – Freistil
| Klasse | Gold                | Silber                        | Bronze                |
| ------ | ------------------- | ----------------------------- | --------------------- |
| 50 kg  | Yui Susaki          | Dolgordschawyn Otgondschargal | Sarah Hildebrandt     |
| 50 kg  | Yui Susaki          | Dolgordschawyn Otgondschargal | Feng Ziqi             |
| 53 kg  | Akari Fujinami      | Wanessa Kaladsinskaja (AIN)   | Antim Panghal (UWW)   |
| 53 kg  | Akari Fujinami      | Wanessa Kaladsinskaja (AIN)   | Lucía Yépez           |
| 55 kg  | Haruna Okuno        | Jacarra Winchester            | Anastasia Blayvas     |
| 55 kg  | Haruna Okuno        | Jacarra Winchester            | Mariana Draguțan      |
| 57 kg  | Tsugumi Sakurai     | Anastasia Nichita             | Helen Maroulis        |
| 57 kg  | Tsugumi Sakurai     | Anastasia Nichita             | Odunayo Adekuoroye    |
| 59 kg  | Zhang Qi            | Julija Tkatsch                | Othelie Høie          |
| 59 kg  | Zhang Qi            | Julija Tkatsch                | Jennifer Page-Rogers  |
| 62 kg  | Aissuluu Tynybekowa | Sakura Motoki                 | Iryna Koljadenko      |
| 62 kg  | Aissuluu Tynybekowa | Sakura Motoki                 | Grace Bullen          |
| 65 kg  | Nonoka Ozaki        | Macey Kilty                   | Lili                  |
| 65 kg  | Nonoka Ozaki        | Macey Kilty                   | Mimi Christowa        |
| 68 kg  | Buse Tosun          | Enchsaichany Delgermaa        | Irina Rîngaci         |
| 68 kg  | Buse Tosun          | Enchsaichany Delgermaa        | Koumba Larroque       |
| 72 kg  | Amit Elor           | Ench-Amaryn Dawaanasan        | Miwa Morikawa         |
| 72 kg  | Amit Elor           | Ench-Amaryn Dawaanasan        | Schamila Bakbergenowa |
| 76 kg  | Yūka Kagami         | Ajperi Medet Kyzy             | Adeline Gray          |
| 76 kg  | Yūka Kagami         | Ajperi Medet Kyzy             | Tatiana Rentería      |

## Medaillenspiegel
Im Freistil der Männer führen die USA mit drei Goldmedaillen, einer Silbermedaille und drei Bronzemedaillen die Medaillentabelle an. Im griechisch-römischen Stil setzte sich Aserbaidschan knapp mit zweimal Gold und dreimal Silber durch. Bei den Frauen dominierte Japan mit 5 Goldmedaillen sowie jeweils einer Medaille in Silber und einer in Bronze. Über alle drei Disziplinen siegte Japan vor den Vereinigten Staaten und Kirgisistan. Für das deutsche Ringerteam konnte Anastasia Blayvas eine Bronzemedaille in der Frauen-Gewichtsklasse bis 55 kg Körpergewicht erkämpfen, wodurch Deutschland im Medaillenspiegel Rang 23 einnimmt.
| Rang                                | Land                                | Gold | Silber | Bronze | Gesamt |
| ----------------------------------- | ----------------------------------- | ---- | ------ | ------ | ------ |
| 1                                   | Japan                               | 6    | 3      | 3      | 12     |
| 2                                   | Vereinigte Staaten                  | 4    | 3      | 7      | 14     |
| 3                                   | Kirgisistan                         | 3    | 1      | 1      | 5      |
| 4                                   | Aserbaidschan                       | 2    | 5      | 0      | 7      |
| 5                                   | Iran                                | 2    | 3      | 4      | 9      |
| 6                                   | Türkei                              | 2    | 1      | 4      | 7      |
| 7                                   | Kuba                                | 2    | 0      | 1      | 3      |
| 8                                   | Georgien                            | 1    | 3      | 2      | 6      |
| 9                                   | Ungarn                              | 1    | 2      | 0      | 3      |
| 10                                  | Serbien                             | 1    | 0      | 4      | 5      |
| 11                                  | Volksrepublik China                 | 1    | 0      | 3      | 4      |
| 12                                  | Kasachstan                          | 1    | 0      | 2      | 3      |
| 13                                  | Frankreich                          | 1    | 0      | 1      | 2      |
| 14                                  | Bahrain                             | 1    | 0      | 0      | 1      |
| 15                                  | Mongolei                            | 0    | 3      | 0      | 3      |
| 16                                  | Armenien                            | 0    | 1      | 4      | 5      |
| 16                                  | Ukraine                             | 0    | 1      | 4      | 5      |
| 18                                  | Moldau                              | 0    | 1      | 2      | 3      |
| 19                                  | Puerto Rico                         | 0    | 1      | 0      | 1      |
| 20                                  | Bulgarien                           | 0    | 0      | 3      | 3      |
| 21                                  | Norwegen                            | 0    | 0      | 2      | 2      |
| 21                                  | Usbekistan                          | 0    | 0      | 2      | 2      |
| 23                                  | Ägypten                             | 0    | 0      | 1      | 1      |
| 23                                  | Albanien                            | 0    | 0      | 1      | 2      |
| 23                                  | Deutschland                         | 0    | 0      | 1      | 1      |
| 23                                  | Ecuador                             | 0    | 0      | 1      | 1      |
| 23                                  | Kolumbien                           | 0    | 0      | 1      | 1      |
| 23                                  | Nigeria                             | 0    | 0      | 1      | 1      |
| 23                                  | San Marino                          | 0    | 0      | 1      | 1      |
| 23                                  | Tschechien                          | 0    | 0      | 1      | 1      |
| —                                   | Individual Neutral Athletes         | 2    | 2      | 2      | 6      |
| —                                   | UWW                                 | 0    | 0      | 1      | 1      |
| Total (nach 30 von 30 Wettbewerben) | Total (nach 30 von 30 Wettbewerben) | 30   | 30     | 60     | 120    |